# Caravelas (Mirandela)
Caravelas is een plaats (freguesia) in de Portugese gemeente Mirandela en telt 269 inwoners (2001).